# Carl Wilhelm Louis Preuss
Carl Wilhelm Louis Preuss (Matzdorf, 12 januari 1827 - Hamburg, 25 juli 1878) was een Duitse geestelijke. Hij was de eerste functionerende apostel binnen de Allgemeine Christliche Apostolische Mission (ACAM), waaruit later de Nieuw-apostolische kerk zich afscheidde.

## Jeugd
Hij groeide na de vroege dood van zijn ouders op bij zijn grootouders in Linum bij Fehrbellin/Brandenburg op, werd in de Lutherse Kerk geconfirmeerd en leerde aansluitend het ambacht van meubelmaker. Als gezel trok hij vervolgens rond en leerde in Berlijn de Katholiek Apostolische Kerk kennen. Omstreeks 1850 moet hij door apostel Thomas Carlyle verzegeld zijn. Op 14 juni 1855 werd hij, eveneens door apostel Carlyle, in Berlijn tot priester gewijd.

## Kerkelijke loopbaan
Een jaar na zijn wijding later gaf hij zijn werk in Rathenow op en werd door de engel van Berlin, Carl Rothe, naar Hamburg gezonden om de gemeente aldaar te leiden en verzorgen. De staat had haar bijeenkomsten verboden - er gold nog geen godsdienstvrijheid - en haar ambtsdragers uit de stad gezet. Aangezien priester Preuss als werkzoekende meubelmaker, en niet als geestelijke, naar Hamburg kwam, werd hem toegestaan godsdienstige bijeenkomsten in huiselijke kring te houden. In het jaar 1860 trouwde hij Anna Maria Todtmann, een lid van de gemeente. Zijn beroep oefende hij tot 1866 uit.
De gemeente Hamburg ontwikkelde zich zo snel, dat engel Rothe in 1858 de oudste Friedrich Wilhelm Schwartz als versterking naar Hamburg stuurde. Apostel Woodhouse wijdde Schwartz in 1861 tot engel van Hamburg, echter nog steeds onder het opzicht van de Berlijnse engel Rothe. De gemeente te Hamburg groeide onder Schwartz' leiding uit van 20 tot 150 leden.

## Aanleiding tot de Hamburgse scheuring
De Katholiek Apostolische Kerk was in de dertiger jaren van de negentiende eeuw in Engeland ontstaan. In profetie waren 12 apostelen geroepen, die gezamenlijk het bestuur van de kerk vormden. Begin 1855 stierven kort na elkaar de apostelen Mackenzie, Carlyle en Dow. Er werd in Duitsland opgeroepen tot gebed om nieuwe roepingen. Omstreeks 1860 riep de raadsprofeet Heinrich Geyer in Engeland 'vervangers van apostelen'. Deze werden door de overgebleven apostelen echter geduid als 'apostelcoadjutoren' voor de nog levende apostelen. Geyer legde zich hier voorlopig bij neer. In 1862 riep Geyer te Koningsbergen echter een oudste van Berlijn, Rosochacky, tot apostel. Men besloot de roeping voorlopig geheim te houden. Kort daarop werd Geyer door de engel Rothe geschorst wegens een profetie waarin gezegd werd dat de antichrist voor de gemeente openbaar zou worden en omdat Geyer zich niet voor het leergezag van zijn opzicht had willen buigen.
Op 4 januari 1863 nam Schwartz openlijk voor de Hamburgse gemeente Rosochacky als apostel aan. Vrijwel de hele gemeente stemde hiermee in. Rosochacky zag echter kort daarop alweer af van zijn roeping. Geyer en Schwartz reisden naar Berlijn om weer opname in de KAG te vragen, maar omdat ze weigerden de roeping van Rosochacky tot satanswerk te verklaren, leidde dit tot excommunicatie van beiden en de hele Hamburgse gemeente door apostel Woodhouse .
In de Hamburgse gemeente die zich spoedig na de scheuring  Allgemeine Christliche Apostolische Mission noemde, werd tegen de Katholiek Apostolische orde in, in afwezigheid van profeet Geyer, in het voorjaar (12 april) van 1863 de priester Carl Wilhelm Louis Preuss door een diaken tot apostel geroepen. De afwezige profeet Geyer bevestigde deze roeping later. O.a. Schwartz en Geyer dienden korte tijd als respectievelijk apostolische profeet en apostolische herder onder Preuss.
In 1864 ontstond een dochtergemeente van Hamburg in Schladen (Harz). Op 25 juli hield apostel Preuss in de velden bij Schladen de eerste verzegelingsdienst. Tot de verzegelden behoorden de latere apostel Friedrich Krebs, H.F. Niemeyer (stichter van de latere Apostolic Church of Queensland) en waarschijnlijk ook de latere apostel Gustav Ruff.

## De scheuring van 1878
In Preuss' laatste levensjaren ontstonden spanningen met de profeet Heinrich Geyer, die van mening was dat hij samen met de apostel het fundament voor de stam vormde. Na de dood van Preuss in 1878 ontstond opnieuw een scheuring door het optreden van onder meer Friedrich Krebs.